# Daniel Rusitovic
Daniel Rusitovic (24 de enero de 1976) es un deportista australiano que compitió en judo. Ganó tres medallas de plata en el Campeonato de Oceanía de Judo entre los años 1998 y 2002.

## Palmarés internacional
| Campeonato de Oceanía | Campeonato de Oceanía      | Campeonato de Oceanía | Campeonato de Oceanía |
| Año                   | Lugar                      | Medalla               | Categoría             |
| --------------------- | -------------------------- | --------------------- | --------------------- |
| 1998                  | Apia (Samoa)               | Medalla de plata      | –100 kg               |
| 2000                  | Sídney (Australia)         | Medalla de plata      | –100 kg               |
| 2002                  | Wellington (Nueva Zelanda) | Medalla de plata      | +100 kg               |